# Lidia Șimon
Lidia Elena Slăvuțeanu-Șimon, romunska atletinja, * 4. september 1973, Târgu Cărbunești, Romunija.
Nastopila je na poletnih olimpijskih igrah v letih 1996, 2000, 2004, 2008 in 2012, leta 2000 je osvojila srebrno medaljo v maratonu, ob tem še šesto in osmo mesto. Na svetovnih prvenstvih je osvojila naslov prvakinje leta 2001 ter dve bronasti medalji v isti disciplini, na evropskih prvenstvih pa bronasto medaljo leta 1998. Trikrat zapored je osvojila Osaški maraton ter enkrat Šanghajski maraton.